# Lista de padrões comuns internacionais
Uma lista de padrões de informação comuns e básicas, que são relacionadas por seu uso frequente e generalizado, e que são convencionalmente utilizadas a nível internacional por indústrias e organizações.
Em circunstâncias e situações existem certos métodos e sistemas que são usados como pontos de referência, diretrizes ou protocolos para comunicação, medição, orientação, referência para informações, ciência, símbolos e tempo. Estes padrões são utilizados para transmitir significado universalmente, classificação e para relacionar detalhes de informações.
As normas enumeradas pode ser formal ou informal e algumas não podem ser reconhecidas por todos os governos ou organizações.

## Comunicação
- Braille
- Sinal de mergulho
- Semáforo de bandeira
- Código internacional de sinais
- Código internacional de navegação marítima
- Alfabeto fonético internacional
- Código Morse
- Notação musical
- Código Q
- Frases de comunicação marítima padrão

Em eletrônica
- Código binário
- Unicode
- Indicativo de chamada

## Manufatura
- Papel A4

## Medição
- Sistema Internacional de Unidades
- Notação matemática padrão
- Sistema métrico
- Numeral system
- Marcas de registro
- Sistema numeral Unário

## Orientação
- Seta (símbolo)
- Direção cardinal, também conhecida como direção absoluta
- Direção relativa

## Informação de referência
- Código de barras
- International Standard Book Number
- Código QR
- Localizador padrão de recursos
- vCard

Em localização geográfica
- Cartografia
- Identificação geográfica
- Sistema de coordenadas geográficas

## Ciência
- Aminoácidos (1-letra e 3-códigos de letras)
- Espectro eletromagnético
- Genoma de referência
- Classificação médica
- Tabela periódica

## Símbolos
- Símbolo químicos
- Símbolo de perigo
- Laranja internacional
- Símbolo internacional de acesso
- Sem símbolo
- Símbolos matemáticos
- Símbolo de reciclagem
- Tick (marca de verificação)
- Semáforo
- Marca X

Em eletrônica
- Símbolo eletrônico, para Diagrama de circuito
- Símbolos de controle de mídia
- Símbolo do poder

## Tempo
- Calendário
- Relógio
- Fuso horário
- Tempo universal